# トップギア (ゲーム)
『トップギア』は、1984年にユニバーサル（後のユニバーサルエンターテインメント）が販売したレーザーディスク式レースゲームである。コトブキシステムから発売されたトップ・ギアシリーズとは関係ない。

## 解説
『ロードブラスター』と同様、アニメーション映像とレーザーディスクを用いたレースゲームである。『レーザーグランプリ』、『コスモスサーキット』、『GPワールド』とはこの点が異なる。制限時間以内に2周すると次のコースに進む事ができるが、制限時間が0になるとゲームオーバーとされる。なおこの両作品の筐体は、ディスクとROMを簡単に交換できる。

## コース
トップギア
現代コース、近未来コース、未来コース、宇宙コースの4種類が選べる。
トップギア2
1985年に出た続編。パークコースとスペースコースの2種類が選べる。